# Hồ Palcacocha
Palcacocha là một hồ sông băng ở dãy núi Andes ở phía tây bắc Peru nằm trong khu vực Ancash, tỉnh Huaraz.

## Vị trí

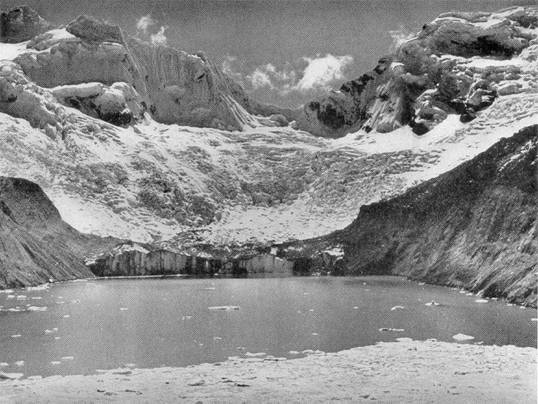
Hồ Palcacocha năm 1939

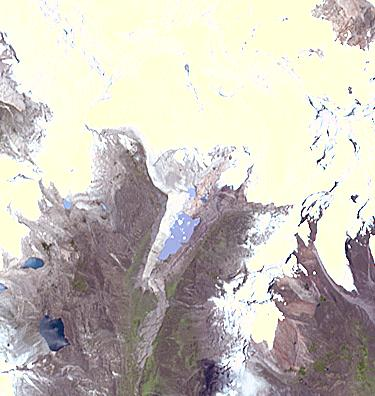
Palcacocha năm 2001

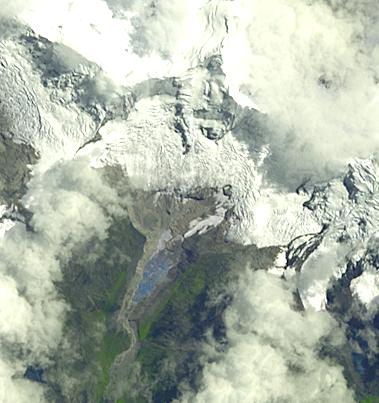
Palcacocha vào năm 2003

Palcacocha nằm ở 9°23′49″N 77°22′47″T / 9,39694°N 77,37972°T trong khu vực Ancash ở Vùng Blanca tại độ cao 4,566 mét, ngay dưới đỉnh Palcaraju (6,274 mét) và Pucaranra (6,156 mét). Hồ này là một trong số hồ cung cấp nước cho thị trấn Huaraz, 23 kilômét về phía tây nam.

## Lũ bùn năm 1941
Vào sáng ngày 13 tháng 12 năm 1941, một lượng lớn băng rơi vào Hồ Palcacocha gây ra việc phá vỡ bức tường băng tích giới hạn dốc dưới của hồ. Đợt sóng va chạm xuống thung lũng Cojup, phá hủy Hồ Jiracocha trên đường đi của nó và mang theo các khối băng lớn đá tảng và chất lỏng bùn tới thung lũng River Santa. Trong vòng 15 phút lở đất, nó đã đi đến Huaraz, với 400 m3 các mảnh vụn thành phố và giết chết khoảng 6.000 đến 7.000 người dân.

## Phát triển gần đây
Vào tháng 4 năm 2003, các nhà khoa học NASA khám phá ra một vết nứt ở dòng sông băng ở trên Hồ Palcacocha qua hình ảnh vệ tinh của Terra vào tháng 11 năm 2001. Cảnh báo của họ đến Peru chỉ hai tuần sau khi các nhân viên của UGRH thực hiện vẽ bản đồ của Hồ Palcacocha, nơi một băng tích vỡ đã gây ra một tiểu lũ vào năm 2003, phá hủy các công trình xây dựng an toàn từ năm 1940.
Theo nghiên cứu thực hiện bởi các nhà khoa học của đại học Innsbruck ở Áo, sự hoảng sợ trong dân chúng và thiệt hại kinh tế cho ngành công nghiệp du lịch của Huaraz có thể đã được ngăn chặn, khi những phát hiện của họ về cảnh báo của NASA là một giải thích sai về dữ liệu vệ tinh.
Lượng nước trong Hồ Palcacocha đã tăng đáng kể trong những năm gần đây. Theo một nghiên cứu của trường Đại học Texas ở Austin, thành phố của Huaraz phải đối mặt với nguy cơ gây ra lũ lụt từ hồ. Khối lượng nước đã phát triển 34 lần từ năm 1970, dẫn đến việc tuyên bố một số kỳ trường hợp khẩn cấp. Cùng một lúc, dân số của Huaraz đã tăng lên từ 25.000 năm 1941, đến khoảng 100.000, nhiều người sống ở khu vực đã bị lũ.
Trong năm 2010, UGRH trình bày kế hoạch để giảm mực nước 15 mét để giảm thiểu nguy cơ của lũ lụt. Cùng lúc đó, chính phủ hủy bỏ trách nhiệm cho hồ băng  của UGRH và chuyển nó đến chính quyền khu vực. Từ đó chính quyền khu vực đã không có tiền để thực hiện các biện pháp đề nghị của UGRH, sáu ống dẫn nước đã được cài đặt vào năm 2011 làm giảm mực nước  ba mét đến ngày 2013.

## Trách nhiệm quốc tế
Vào Tháng năm 2015, một công dân của Huaraz, người bị ảnh hưởng bởi các rủi ro của lũ lụt, Saúl Dillon Lliuya, chuyển quan tâm toàn cầu đến tình hình ở Hồ Palcacocha khi anh gửi một bức thư cho công ty Đức RWE mà ông cho có một phần trách nhiệm cho ]tình hình. Dillon Lliuya nói rằng RWE đã đóng góp một nửa tỷ lệ biến đổi khí hậu toàn cầu qua hoạt động của nó, để hợp lý, RWE nên đóng góp một nửa tỷ lệ cho các chi phí để giảm thiểu nguy cơ bị lũ lụt. Vào ngày 30 tháng 4 năm 2015, công ty trả lời bằng cách nói rằng tuyên bố của Saúl Dillon Lliuya không có cơ sở pháp lý và từ chối bất kỳ trách nhiệm cho tình hình hiện tại.